# Troubky-Zdislavice
Troubky-Zdislavice (en allemand : Troubek-Sdislawitz) est une commune du district de Kroměříž, dans la région de Zlín, en République tchèque. Sa population s'élevait à 420 habitants en 2025.

## Géographie
La commune est située dans la région historique de Moravie, sur les contreforts ouest des Carpates. Troubky-Zdislavice se trouve à 12 km au sud-ouest de Kroměříž, à 29 km à l'ouest de Zlín, à 49 km à l'est de Brno et à 225 km au sud-est de Prague.

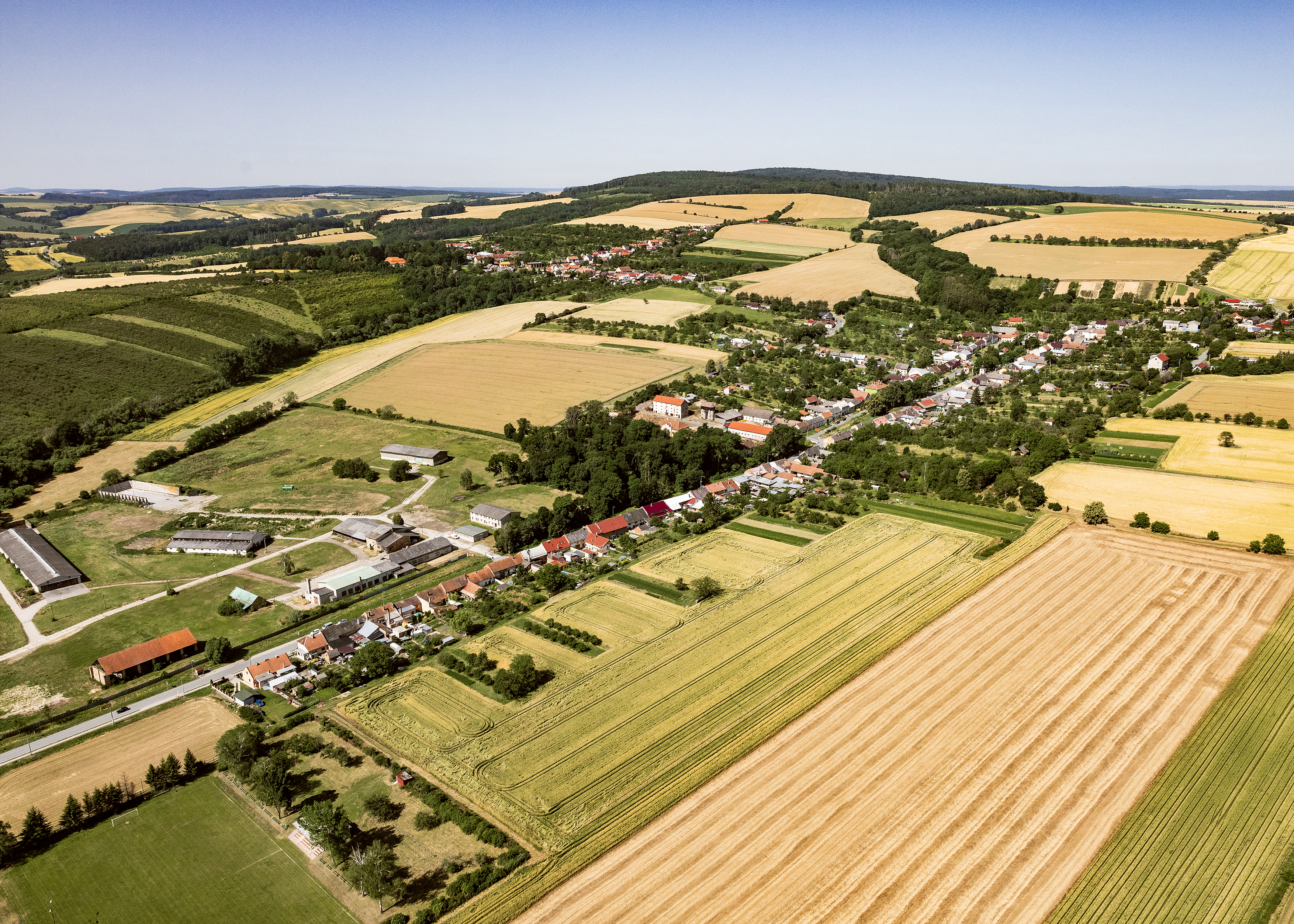
Troubky-Zdislavice : vue aérienne.
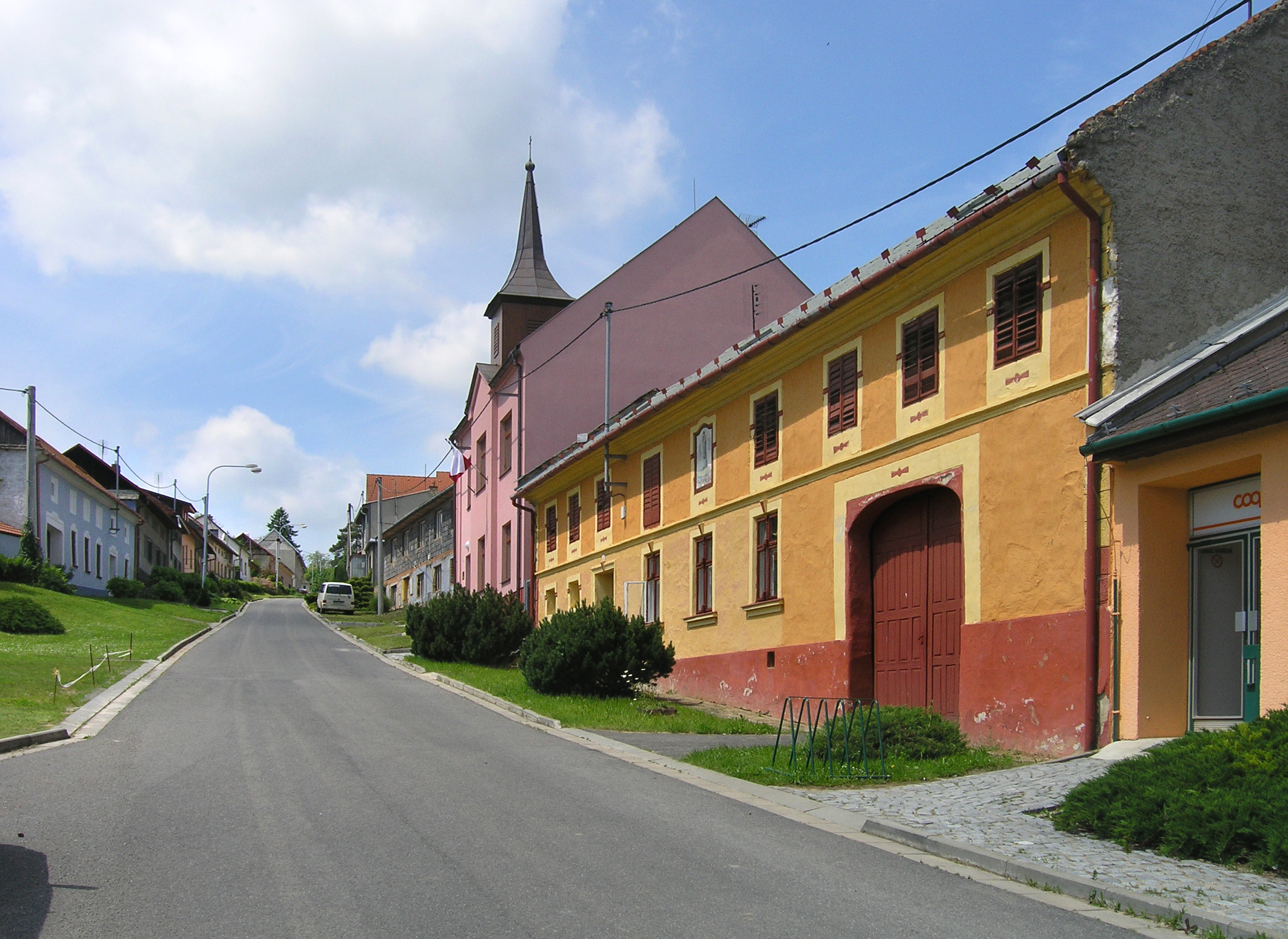
La rue du village de Zdislavice.

La commune est limitée par Zborovice au nord, par Zdounky à l'est, par Honětice au sud et par Hoštice et Morkovice-Slížany à l'ouest.

## Histoire
L'actuelle commune a été créée en 1960 par la fusion de Troubky et de Zdislavice. 
Le village de Troubky dans le margraviat de Moravie fut mentionné dans un acte de l'an 1281. La première mention écrite de Zdislavice date de 1349. Les domaines appartiennent partiellement aux propriétaires nobles et au diocèse d'Olomouc.
Le château de Zdislavice fut construit vers la fin du XVIIe siècle ; dans les années 1840, il fut entièrement restauré par les barons de Dubský en prenant les aspects actuels. À la fin de la Seconde Guerre mondiale, en 1945, l'édifice fut abandonné et pillé.

## Administration
La commune se compose de deux sections :
- Troubky
- Zdislavice

## Transports
Par la route, Troubky-Zdislavice se trouve à 13 km de Kroměříž, à 41 km de Zlín, à 57 km de Brno et à 263 km de Prague.

## Personnalités liées à la commune
- Marie von Ebner-Eschenbach (1830-1916), écrivaine, née au château de Zdislavice.